# НБА в сезоні 1964–1965
Сезон НБА 1964–1965 був 19-им сезоном в Національній баскетбольній асоціації. Переможцями сезону стали «Бостон Селтікс», які здолали у фінальній серії «Лос-Анджелес Лейкерс».

## Регламент змагання
Участь у сезоні брали 9 команд, розподілених між двома дивізіонами.
По ходу регулярного сезону кожна з команд-учасниць проводила по 80 ігор. До плей-оф, який проходив за видозміненою олімпійською системою, виходили по три кращих команди з кожного дивізіону. На стадії півфіналів дивізіонів у боротьбу вступали команди, що посіли друге і третє місця за результатами регулярного сезону кожного з дивізіонів. Команди, які на цьому етапі здолали суперників у серіях ігор до трьох перемог, виходили до фіналів дивізіонів, в яких проводили серію ігор до чотирьох перемог проти переможця регулярного сезону в своєму дивізіоні.
Чемпіони кожного з дивізіонів, що визначалися на стадії плей-оф, для визначення чемпіона НБА зустрічалися між собою у Фіналі, що складався із серії ігор до чотирьох перемог.

## Регулярний сезон

### Підсумкові таблиці за дивізіонами
| Східний                         | В  | П  | %П   | Відст | Дом   | Гост  | Нейтр | Див   |
| ------------------------------- | -- | -- | ---- | ----- | ----- | ----- | ----- | ----- |
| x-«Бостон Селтікс»              | 62 | 18 | .775 | –     | 27–3  | 27–11 | 8–4   | 20–10 |
| x-«Цинциннаті Роялс»            | 48 | 32 | .600 | 14    | 25–7  | 17–21 | 6–4   | 16–14 |
| x-«Філадельфія Севенті-Сіксерс» | 40 | 40 | .500 | 22    | 13–12 | 9–21  | 18–7  | 14–16 |
| «Нью-Йорк Нікс»                 | 31 | 49 | .388 | 31    | 15–20 | 9–21  | 7–8   | 10–20 |

| Західний                 | В  | П  | %П   | Відст | Дом   | Гост  | Нейтр | Див   |
| ------------------------ | -- | -- | ---- | ----- | ----- | ----- | ----- | ----- |
| x-«Лос-Анджелес Лейкерс» | 49 | 31 | .613 | –     | 25–13 | 21–16 | 3–2   | 25–15 |
| x-«Сент-Луїс Гокс»       | 45 | 35 | .563 | 4     | 26–4  | 15–17 | 4–4   | 28–12 |
| x-«Балтимор Буллетс»     | 37 | 43 | .463 | 12    | 23–14 | 12–19 | 2–10  | 22–18 |
| «Детройт Пістонс»        | 31 | 49 | .388 | 18    | 13–17 | 11–20 | 7–12  | 18–22 |
| «Сан-Франциско Ворріорс» | 17 | 63 | .213 | 32    | 10–26 | 5–31  | 2–6   | 7–33  |

Легенда:
- x – Учасники плей-оф

## Плей-оф
Переможці пар плей-оф позначені жирним. Цифри перед назвою команди відповідають її позиції у підсумковій турнірній таблиці регулярного сезону конференції. Цифри після назви команди відповідають кількості її перемог у відповідному раунді плей-оф.
|  | Півфінали дивізіонів | Півфінали дивізіонів | Півфінали дивізіонів |             |   | Фінали дивізіонів | Фінали дивізіонів | Фінали дивізіонів |  |  | Фінал НБА | Фінал НБА    | Фінал НБА |
|  |                      |                      |                      |             |   |                   |                   |                   |  |  |           |              |           |
|  |                      |                      |                      |             |   |                   |                   |                   |  |  |           |              |           |
|  |                      | 1                    | Л.А. Лейкерс         | 4           |   |                   |                   |                   |  |  |           |              |           |
|  | Західний Дивізіон    | 1                    | Л.А. Лейкерс         | 4           |   |                   |                   |                   |  |  |           |              |           |
|  |                      |                      | 3                    | Балтимор    | 2 |                   |                   |                   |  |  |           |              |           |
|  | 3                    | Балтимор             | 3                    | Балтимор    | 2 | 3                 |                   |                   |  |  |           |              |           |
|  | 3                    | Балтимор             |                      |             |   | 3                 |                   |                   |  |  |           |              |           |
|  | 2                    | Сент-Луїс            | 1                    |             |   |                   |                   |                   |  |  |           |              |           |
|  |                      |                      |                      |             |   |                   |                   |                   |  |  | W1        | Л.А. Лейкерс | 1         |
|  |                      |                      | E1                   | Бостон      | 4 |                   |                   |                   |  |  |           |              |           |
|  |                      |                      |                      |             |   |                   |                   |                   |  |  |           |              |           |
|  |                      |                      |                      |             |   |                   |                   |                   |  |  |           |              |           |
|  |                      | 1                    | Бостон               | 4           |   |                   |                   |                   |  |  |           |              |           |
|  | Східний Дивізіон     | 1                    | Бостон               | 4           |   |                   |                   |                   |  |  |           |              |           |
|  |                      |                      | 3                    | Філадельфія | 3 |                   |                   |                   |  |  |           |              |           |
|  | 3                    | Філадельфія          | 3                    | Філадельфія | 3 | 3                 |                   |                   |  |  |           |              |           |
|  | 3                    | Філадельфія          |                      |             |   | 3                 |                   |                   |  |  |           |              |           |
|  | 2                    | Цинциннаті           | 1                    |             |   |                   |                   |                   |  |  |           |              |           |

## Лідери сезону за статистичними показниками
| Показник                  | Гравець         | Команда                                                | Результат |
| ------------------------- | --------------- | ------------------------------------------------------ | --------- |
| Очки                      | Вілт Чемберлейн | «Сан-Франциско Ворріорс»/«Філадельфія Севенті-Сіксерс» | 2,534     |
| Підбирання                | Білл Расселл    | «Бостон Селтікс»                                       | 1,878     |
| Передачі                  | Оскар Робертсон | «Цинциннаті Роялс»                                     | 861       |
| % влучань з гри           | Вілт Чемберлейн | «Сан-Франциско Ворріорс»/«Філадельфія Севенті-Сіксерс» | .510      |
| % влучань штрафних кидків | Ларрі Кастелло  | «Філадельфія Севенті-Сіксерс»                          | .877      |

## Нагороди НБА

### Щорічні нагороди
- Найцінніший гравець: Білл Расселл, «Бостон Селтікс»
- Новачок року: Вілліс Рід, «Нью-Йорк Нікс»
- Тренер року: Ред Ауербах, «Бостон Селтікс»

| - Перша збірна всіх зірок: - Елджин Бейлор, «Лос-Анджелес Лейкерс» - Оскар Робертсон, «Цинциннаті Роялс» - Джеррі Вест, «Лос-Анджелес Лейкерс» - Білл Расселл, «Бостон Селтікс» - Джеррі Лукас, «Цинциннаті Роялс» | - Друга збірна всіх зірок: - Вілт Чемберлейн, «Філадельфія Севенті-Сіксерс» - Гел Грір, «Філадельфія Севенті-Сіксерс» - Гас Джонсон, «Балтимор Буллетс» - Сем Джонс, «Бостон Селтікс» - Боб Петтіт, «Сент-Луїс Гокс» |

- Перша збірна новачків:
  - Джим Барнс, «Нью-Йорк Нікс»
  - Вілліс Рід, «Нью-Йорк Нікс»
  - Валі Джонс, «Балтимор Буллетс»
  - Говард Комайвс, «Нью-Йорк Нікс»
  - Джо Колдвелл, «Детройт Пістонс»
  - Люциус Джексон, «Філадельфія Севенті-Сіксерс»